# Harpactea deltshevi
Harpactea deltshevi là một loài nhện trong họ Dysderidae.
Loài này thuộc chi Harpactea. Harpactea deltshevi được miêu tả năm 1999 bởi Dimitrov & Lazarov.